# Nuccio Costa
Nuccio Costa (n. 4 octombrie 1925, Catania, Italia – d. 27 februarie 1991, Catania, Italia) este un prezentator de televiziune italian.